# Instagram
Instagram (укр. Інстагрáм) — соціальна мережа, що базується на обміні світлинами, дозволяє користувачам робити світлини, застосовувати до них фільтри, а також поширювати їх через свій сервіс і низку інших соціальних мереж. Належить компанії Meta Platforms. Є одним із найпопулярніших сервісів у мистецтві айфонографії. Світлини у Інстаграмі мають квадратну форму — як в камерах Kodak Instamatic і Polaroid. Тоді як більшість мобільних фоторедакторів використовує співвідношення сторін 3:2.
Застосунок сумісний зі специфікацією IPhone, IPad і IPod на IOS 4,0 і вище, а також зі смартфонами на Android 4,2,2 і вище з підтримкою OpenGL ES 2, а також доступний для смартфонів, на яких встановлена Windows Phone 8 (8.1). Поширюється через App Store, Google Play, Windows Marketplace відповідно.

## Історія
Instagram розробили Кевін Систром та Майк Крігер, які обидва із Сан-Франциско, вирішивши переорієнтувати свій проєкт Burbn на мобільні фотографії. Застосунок з'явився в магазині App Store компанії Apple 6 жовтня 2010.
Незабаром після випуску застосунку до команди приєднався Джош Рідель як менеджер співтовариства. У листопаді 2010 року до команди приєднався Шейн Суїні як інженер, а в серпні 2011 року — Джессіка Золлман як євангеліст спільноти.
У січні 2011 року в застосунок були додані хештеги для того, щоб було легше знаходити користувачів і фотографії.
У вересні 2011 року була випущена версія застосунку 2.0, в якій з'явилися живі фільтри, миттєва зміна нахилу, чотири нових фільтри, фотографії високої роздільної здатності, опціональні границі, поворот одним кліком і оновлена іконка.
У квітні 2012 року була випущена версія програми для платформи Android.
9 квітня 2012 року Facebook оголосив про купівлю мобільного фотозастосунку Instagram за $1 млрд. Власникам фотосервісу Facebook перерахує 300 мільйонів доларів і передасть близько 23 мільйонів своїх акцій. Крім того, соціальна мережа зобов'язалася у разі зриву угоди виплатити неустойку в Instagram 200 мільйонів доларів. У зв'язку з купівлею 25 червня вийшло оновлення 2.5.0, в результаті якого в Instagram з'явилася тісніша інтеграція з Facebook.
У грудні 2013 року було представлено сервіс обміну повідомленнями Direct. У серпні 2016 року було запущено Instagram Stories прототипом якого став Snapchat. Instagram Stories дозволяє публікувати фото та відео тривалістю до 15 секунд, які будуть доступні для перегляду наступні 24 години. У червні 2018 року було запущено IGTV.
У серпні 2019 року CEO компанії Адам Моссері заявив, що платформа планує поступово змінити функціонал задля боротьби проти булінгу. Зокрема, штучний інтелект має попереджувати користувача, що коментар, який він збирається надіслати, може бути образливим. Серед іншого можливе відключення публічних лічильників вподобань постів.
10 березня 2022 року через російське вторгнення в Україну Instagram тимчасово дозволив повідомлення із закликами до смерті Путіна та насильства над росіянами, а з 21 березня 2022 року соціальну мережу офіційно заборонено на території Росії.
У травні 2023 року видання Bloomberg повідомило, що Instagram розширює свої можливості та найближчим часом планує випустити текстовий додаток, який буде конкурувати з Twitter.
На початку січня 2024 року засновники Instagram оголосили про закриття свого новинного додатка Artifact, який проіснував менше року після його запуску.

## Масштаби
До грудня 2010 року Instagram мав 1 млн користувачів.
В липні 2012 року Instagram оголосив про 100 млн завантажених фотографій, у серпні — про 150 млн.
У вересні 2017 року сервіс мав 800 млн користувачів, з них 500 млн відвідували сервіс щодня. У червні 2018 року авдиторія Instagram досягла 1 млрд користувачів. В Ірані Instagram має 20 млн користувачів.
Протягом другої половини 2021 року аудиторія платформи в Україні зросла на 2,3 млн до 17,3 млн користувачів.

## Особливості та інструменти
Користувачі можуть завантажувати фотографії та короткі відеозаписи, стежити за стрічками інших користувачів та зображення географічних позначок з назвою місця. Користувачі можуть встановити свій обліковий запис як «приватний», тим самим вимагаючи, щоб вони схвалювали будь-які нові запити на підписку. Користувачі можуть підключати свій обліковий запис  [Архівовано 7 березня 2022 у Wayback Machine.]|instazoom] Instagram до інших сайтів соціальних мереж, дозволяючи їм ділитися завантаженими фотографіями на ці сайти. У вересні 2011 року нова версія програми включала нові та діючі фільтри, миттєве нахил-зміщення, фотографії з високою роздільною здатністю, необов'язкові межі, обертання в один клік та оновлену піктограму. Спочатку фотографії мали квадратні пропорції 1:1; з серпня 2015 року програма також підтримує пропорції портретного та широкоформатного формату. Раніше користувачі могли переглядати карту фотографій користувача з геотегами. Ця функція була вилучена у вересні 2016 року, посилаючись на низьке використання.
З грудня 2016 року дописи можна зберігати у приватній області програми. Ця функція була оновлена в квітні 2017 року, щоб дозволити користувачам упорядковувати збережені публікації у названі колекції. Користувачі також можуть «архівувати» свої публікації в приватному сховищі, недоступному для громадськості та інших користувачів. Цей крок розглядався як спосіб заборонити користувачам видаляти фотографії, які не набирають бажаної кількості «вподобань» або вважаються нудними, а також як спосіб обмежити «надзвичайну поведінку» видалення фотографій, що позбавляє послугу змісту. У серпні Instagram оголосив, що почне організовувати коментарі в теми, дозволяючи користувачам легше взаємодіяти з відповідями.
Починаючи з лютого 2017 року, до однієї публікації можна включити до десяти зображень або відео, вміст яких відображається у вигляді каруселі, якою можна гортати. Спочатку ця функція обмежувала фотографії квадратним форматом, але в серпні отримала оновлення, щоб натомість увімкнути портретні та альбомні фотографії.
У квітні 2018 року Instagram запустив свою версію портретного режиму під назвою «режим фокусування», який м'яко розмиває фон фотографії чи відеозапису, одночасно утримуючи об'єкт у фокусі при виборі. У листопаді Instagram почав підтримувати текст Alt для додавання описів фотографій для людей із вадами зору. Вони або генеруються автоматично за допомогою розпізнавання об'єктів (з використанням існуючої технології Facebook), або вручну, вказані користувачем, що завантажує.

### Хештеги
У січні 2011 року Instagram представив хештеги, щоб допомогти користувачам знаходити як фотографії, так і один одного. Instagram закликає користувачів робити теги як конкретними, так і релевантними, а не позначати загальні слова на кшталт «фото», щоб фотографії виділялися та залучали однодумців.
Користувачі в Instagram створили «тренди» за допомогою хештегів. Тенденції, які вважаються найпопулярнішими на платформі, часто виділяють певний день тижня, в якому можна розмістити матеріал. Приклади популярних тенденцій включають #SelfieSunday, на якому користувачі публікують фотографію своїх облич у неділю; #MotivationMonday, на якій користувачі публікують мотиваційні фотографії в понеділок; #TransformationTuesday, в якому користувачі публікують фотографії, на яких висвітлюються відмінності від минулого до сьогодення; #WomanCrushWednesday, в якому користувачі публікують фотографії жінок, до яких вони романтично цікавляться або сприятливо розглядають, а також аналог #ManCrushMonday, орієнтований на чоловіків; та #ThrowbackThursday, в якому користувачі публікують фотографію зі свого минулого, висвітлюючи певний момент.
У грудні 2017 року Instagram почав дозволяти користувачам стежити за хештегами, які відображають відповідні основні моменти теми у їхніх стрічках.

### Explore
У червні 2012 року Instagram представив «Explore» — вкладку в додатку, яка відображає популярні фотографії, фотографії, зроблені поблизу, та пошук. Вкладка була оновлена в червні 2015 року, щоб містити найпопулярніші теги та місця, вибраний вміст та можливість пошуку місць. У квітні 2016 року Instagram додав на вкладку канал «Відео, які вам можуть сподобатися», а в серпні — канал «Події», де представлені відео з концертів, спортивних ігор та інших подій у прямому ефірі з подальшим додаванням Instagram Stories у жовтні. Пізніше вкладка була знову розширена в листопаді 2016 року після запуску Instagram Live для відображення алгоритмічно підготовленої сторінки «найкращих» відео в Instagram Live, які зараз транслюються. У травні 2017 року Instagram знову оновив вкладку «Огляд» для просування загальнодоступного вмісту «Історій» із найближчих місць.

### Відео
Спочатку можна було обмінюватися лише фотографіями, але згодом Instagram увімкнув 15-секундний обмін відео в червні 2013 року. Деякі вбачали, що додаток допоміг Facebook конкурувати з популярним на той час додатком для обміну відео Vine. У серпні 2015 року Instagram додав підтримку широкоформатних відео. У березні 2016 року Instagram збільшив обмеження з 15 секунд до 60 секунд. Альбоми були представлені в лютому 2017 року, що дозволяє спільно використовувати до 10 хвилин відео в одному дописі.

#### IGTV
IGTV — це вертикальний додаток для відео, який Instagram запустив у червні 2018 року Основна функціональність також доступна в додатку Instagram та на вебсайті. IGTV дозволяє завантажувати файли тривалістю до 10 хвилин із розміром файлу до 650 МБ, а перевіреним та популярним користувачам дозволяється завантажувати відео завдовжки до 60 хвилин із розміром файлу до 5,4 ГБ. Додаток автоматично починає відтворювати відео, як тільки його запускають, що генеральний директор Кевін Систром порівняв із гостами відео, де спочатку потрібно знайти відео.

#### Reels
У листопаді 2019 року повідомлялося, що Instagram почав випробовувати нову функцію відео, відому під назвою «Reels» в Бразилії, згодом розширившись до Франції та Німеччини. За своєю функціональністю він схожий на китайський сервіс обміну відео TikTok, з акцентом на те, щоб дозволити користувачам записувати короткі відео, встановлені на попередні звукові кліпи з інших публікацій. Користувачі можуть створити до 15 секунд відео за допомогою цієї функції. Reels також інтегруються з існуючими фільтрами Instagram та інструментами редагування.
У липні 2020 року Instagram розгорнув Reels до Індії після заборони TikTok в країні. Наступного місяця Reels офіційно вийшов у 50 країнах, включаючи США, Канаду та Велику Британію. Нещодавно Instagram представив кнопку Reels на домашній сторінці.

### Instagram Direct
У грудні 2013 року Instagram анонсувала Instagram Direct — функцію, яка дозволяє користувачам взаємодіяти за допомогою приватних повідомлень. Користувачі, які слідкують один за одним, можуть надсилати приватні повідомлення з фотографіями та відео, на відміну від загальнодоступної вимоги, яка існувала раніше. Коли користувачі отримують приватне повідомлення від когось, за ким вони не стежать, повідомлення позначається як «Очікує на розгляд», і користувач повинен прийняти його, щоб переглянути його. Користувачі можуть надіслати фотографію максимум 15 особам. Ця функція отримала основне оновлення у вересні 2015 року, додавши потокову розмову та даючи можливість користувачам ділитися місцезнаходженнями, сторінками хештегів та профілями через приватні повідомлення безпосередньо зі стрічки новин. Крім того, користувачі тепер можуть відповідати на приватні повідомлення текстом, смайликами або натисканням значка серця. Камера всередині Direct дозволяє користувачам зробити фотографію та надіслати її одержувачу, не виходячи з розмови. Нове оновлення в листопаді 2016 року дозволило користувачам зробити їхні приватні повідомлення «зниклими» після перегляду одержувачем, а відправник отримає сповіщення, якщо одержувач зробить скриншот.
У квітні 2017 року Instagram переробив Direct, щоб поєднати всі приватні повідомлення, як постійні, так і швидкоплинні, в однакові потоки повідомлень. У травні Instagram дозволив надсилати посилання на вебсайти в повідомленнях, а також додав підтримку надсилання фотографій в оригінальній книжковій або альбомній орієнтації без обрізання.
У квітні 2020 року Direct став доступним з вебсайту Instagram.
У серпні 2020 року Facebook почав зливати Instagram Direct з Facebook Messenger. Після оновлення (яке розповсюджується на сегмент бази користувачів) піктограма Instagram Direct перетворюється на піктограму Facebook Messenger.

### Instagram Stories
У серпні 2016 року Instagram запустила Instagram Stories — функцію, яка дозволяє користувачам робити фотографії, додавати на них ефекти й шари та додавати їх до своєї історії Instagram. Зображення, завантажені в історію користувача, зникають через 24 години. ЗМІ відзначали подібність функції до Snapchat. У відповідь на критику, що вона скопіювала функціональність із Snapchat, генеральний директор Кевін Систром сказав Recode, що «День перший: Instagram — це комбінація Hipstamatic, Twitter та деяких речей з Facebook, таких як кнопка «Подобається». Ви можете простежити коріння кожної функції, яку кожен має у своєму додатку, десь в історії технологій. Хоча Систром визнав критику «справедливою», Recode написав, що «він порівняв загальні риси двох соціальних додатків з автомобільною промисловістю: кілька автомобільних компаній можуть співіснувати, з достатньою кількістю відмінностей серед них, щоб вони обслуговували різну аудиторію споживачів». Далі Систром заявив, що «Коли ми прийняли Stories, ми вирішили, що однією з справді надокучливих речей у форматі є те, що він просто продовжував працювати, і ви не могли зупинити його, щоб щось подивитися, ви не могли перемотати назад. Ми зробили все це, ми це реалізували». Він також повідомив виданню, що Snapchat спочатку не мав фільтрів. Вони застосували фільтри, оскільки в Instagram були фільтри, і багато інших намагалися застосувати їх.
У листопаді 2016 Instagram додав функціонал відео в реальному часі до Instagram Stories, дозволяючи користувачам транслюватись у прямому ефірі, причому відео зникає відразу після закінчення.
У січні 2017 року Instagram запустив рекламу, яку можна пропустити, де між різними історіями з'являються п'ятисекундні фотографії та 15-секундні відеореклами.
У квітні 2017 року в «Історії Instagram» були наклейки з доповненою реальністю, «клон» функціональності Snapchat.
У травні 2017 року Instagram розширив функцію наклейки з доповненою реальністю для підтримки фільтрів обличчя, дозволяючи користувачам додавати конкретні візуальні функції на свої обличчя.
Пізніше у травні TechCrunch повідомив про тести функції місцезнаходження в Instagram Stories, де загальнодоступний вміст Stories у певному місці збирається та відображається на сторінці компанії, орієнтиру чи місця в Instagram. Кілька днів потому Instagram оголосив «Пошук за історією», в якому користувачі можуть шукати географічні місця або хештеги, а додаток відображає відповідний загальнодоступний вміст Stories із пошуковим терміном.
У червні 2017 року Instagram переглянув свою функціональність відео в прямому ефірі, щоб дозволити користувачам додавати свою пряму трансляцію до своєї історії для доступності протягом наступних 24 годин або негайно скасувати трансляцію. У липні Instagram почав дозволяти користувачам реагувати на вміст Stories, надсилаючи фотографії та відеозаписи разом із ефектами Instagram, такими як фільтри, наклейки та хештеги.
Історії були доступні для перегляду на мобільних та настільних вебсайтах Instagram наприкінці серпня 2017 року.
5 грудня 2017 року Instagram представив «Основні моменти історії», також знаний як «Постійні історії», які схожі на історії в Instagram, але не закінчуються. Вони відображаються у вигляді кіл під зображенням профілю та біографією, а також доступні з вебсайту на робочому столі.
У червні 2018 року кількість активних користувачів щоденних історій Instagram досягла 400 мільйонів користувачів, а щомісяця активних користувачів — 1 мільярд.

### Limits
З серпня 2021 року в соцмережі діє функція Limits, що ставить за мету стримування хейтерів. Функція дозволяє обмежити кількість негативних коментарів та повідомлень, приховувати такі коментарі та запити на прямі повідомлення від тих, хто не є підписниками користувача.

### Автономні програми
Instagram розробив і випустив три самостійні програми зі спеціалізованою функціональністю. У липні 2014 року він випустив Bolt, додаток для обміну повідомленнями, де користувачі натискають фотографію профілю друга, щоб швидко надіслати зображення, а вміст зникає після його перегляду. За ним відбувся випуск Hyperlapse в серпні, ексклюзивний додаток для iOS, який використовує «розумну обробку алгоритму» для створення знімків відстеження та швидких відеозаписів. Microsoft запустила програму Hyperlapse для Android та Windows у травні 2015 року, але офіційної програми Hyperlapse від Instagram для жодної з цих платформ на сьогодні не було. У жовтні 2015 року він випустив Boomerang — відеододаток, що поєднує фотографії у короткі відеоролики в одну секунду, які відтворюються вперед і назад у циклі.

## Безпека та конфіденційність
В 2024 році, в дослідженні британської благодійної організації The Royal Society for Public Health (RSPH), найнебезпечнішою для психічного здоров’я соціальною мережею експерти визнали саме Instagram. В цілому ж рейтинг соцмереж щодо небезпеки виглядає наступним чином: Instagram, Snapchat, Facebook, 𝕏 (Twitter) та YouTube відповідно.

### Перевірка фактів
16 грудня 2019 року Facebook оголосив, що розширить свої програми перевірки фактів на Instagram, використовуючи сторонні організації, що перевіряють факти, неправдиву інформацію, яку можна ідентифікувати, переглянути та позначити як неправдиву інформацію. Вміст, який оцінюється як помилковий або частково неправдивий, видаляється зі сторінки дослідження та сторінок хештегів, додатково вміст, оцінений як помилковий або частково неправдивий, позначається як такий. З додаванням програми перевірки фактів у Facebook з'явилося використання технології зіставлення зображень для пошуку подальших випадків дезінформації. Якщо частина вмісту позначена як помилкова або частково неправдива у Facebook чи Instagram, то дублікати такого вмісту також будуть позначені як помилкові.

### Захист дітей
У липні 2021 року в соцмережаі оголосили, що акаунти дітей, що мають менше 16 років, будуть закритими за замовчуванням. Також почалося обмеження можливостей рекламодавців щодо залученні неповнолітніх до реклами.
У вересні 2021 року стало відомо, що компанія Facebook приховувала результати власного дослідження щодо залежності підлітків від Instagram. Глава Instagram Адам Моссері вперше дасть свідчення в Конгресі США з питання безпеки дітей і підлітків в Інтернеті. Слухання заплановані на 6 грудня 2021 року.
У листопаді 2021 року в ході дослідження було виявлено, що Instagram збирає дані про користувачів, які молодше 18 років за допомогою спеціального програмного забезпечення. Генеральний прокурор Нью-Йорка Летиція Джеймс оголосила, що вона спільно з групою генеральних прокурорів країни розслідує дії Meta Platforms в рамках просування соціальної мережі Instagram серед дітей та молоді.
8 квітня 2025 року компанія Meta повідомила, що користувачі в Instagram до 16 років не зможуть без дозволу батьків проводити трансляції та переглядати чутливий контент. Зазначається, що обмеження для Instagram Live і перегляду небажаних зображень запрацюють протягом наступних кількох місяців.

### Захист від повідомлень незнайомих людей
На початку серпня 2023 року, Instagram запустив нову функцію, яка покликана краще захистити користувачів від небажаних зображень і відео в особистих повідомленнях від незнайомих людей. Instagram заявляє, що завдяки цим новим обмеженням люди більше не отримуватимуть небажаних зображень або відео від користувачів, за якими вони не стежать, а незнайомці не зможуть надсилати їм повторні повідомлення. Таким чином, якщо користувач має бажання надіслати повідомлення іншому користувачу, на якого не підписаний, то це може бути лише одне повідомлення (раніше це була необмежена кількість запитів). Надсилати більше повідомлень можна буде лише тоді, коли користувач прийме запит на чат. Крім того, якщо користувачі не стежать одне за одним, то вони зможуть надсилати лише текстові повідомлення. Надсилати фото, відео й голосові нотатки можна лише після того, як запит на чат приймуть.

### Заборона на таргетовану рекламу
27 жовтня 2023 року, Європейська рада із захисту даних (EDPB) розширила на усі країни ЄС заборону на таргетовану рекламу в соцмережах Instagram і Facebook компанії Meta Platforms, введену Норвегією. Проти заборони таргетованої реклами, яка потрапляє до користувачів через збір їх персональних даних, виступав американський технологічний гігант Meta Platforms, власник соціальних мереж Instagram і Facebook. При цьому норвезький регулятор даних не виключає введення штрафу для Meta Platforms на суму до 4 % від глобального обороту компанії.

### Трансляції для обраної групи людей
20 червня 2024 року, як повідомив The Verge, Instagram надав своїм користувачам можливість вести прямі трансляції для обраної групи людей, а не для всіх підписників, як було раніше. Відтепер користувачі можуть проводити трансляції лише для списку «Близьких друзів». До прямого ефіру можуть приєднатися до трьох інших акаунтів і вести трансляцію разом з організатором. Раніше будь-хто міг приєднатися до трансляції, якщо її вели на публічному акаунті, а на закритому акаунті трансляцію могли дивитися всі підписники. Нова функція вже почала розгортатися по всьому світу.

## Блокування
Блокування в соціальній мережі Instagram розподіляють на зовнішні та власні (внутрішні). До зовнішнього блокування відносяться спроби блокування мережі, наприклад, владою конкретної країни. До внутрішнього блокування відносяться блокування соціальної мережі та блокування акаунту, що може здійснюватися безпосередньо засновниками Instagram та/або її власниками.

### Зовнішні блокування

#### Китай
У 2016 році влада Китаю заборонила Instagram на території всієї країни. Станом на 9 квітня 2024 року, соцмережа Instagram також заборонена в Ірані, Північній Кореї, Туркменістані, Узбекистані, з 2021 року — у М'янмі, а з 2023 року — у Пакистані.

#### Туреччина
10 серпня 2024 року, за повідомленням міністра транспорту та інфраструктури Туреччини, в країні почали знімати блокування Instagram за підсумками переговорів з представниками соцмережі, які пообіцяли задовольнити вимоги влади. Блокування Instagram в Туреччині тривало дев’ять днів після того, як влада цієї країни оголосила свої вимоги щодо порушень у галузі “злочинів каталогу” і закликала разом працювати над цензурою, що накладається на користувачів. Проте, за повідомленням агентства Reuters, стосовно громадян, які критикували блокування соціальної мережі Instagram, влада Туреччини почала застосовувати арешти та звинувачення у розпалюванні ненависті та образі президента країни.

### Внутрішні блокування
12 жовтня 2024 року компанія Meta Platforms повідомила, що видалила мережу фейкових групових акаунтів у Instagram та Facebook, націлених на російськомовних жителів Молдови. Творці мережі займалися проросійською пропагандою на шкоду ідеї євроінтеграції Молдови. Облікові записи, за даними Reuters, були видалені за порушення політики компанії щодо фейкових акаунтів.

## Фінансування
5 березня 2010 року, під час роботи над застосунком Burbn, Сістром закрив раунд фінансування в розмірі 500 000 доларів від базової Ventures і Andreessen Horowitz.
2 лютого 2011 року було оголошено, що Instagram залучив 7 мільйонів доларів від різних інвесторів, у тому числі від Benchmark Capital, Джека Дорсі, Кріса Сакка (через фонд LOWERCASE Capital) і Адама Д'Анджело.

## Збої в роботі

### 2023
21 травня агентство Reuters повідомило, що в Instagram мала місце технічна проблема, яка порушила роботу тисяч людей. Вебсайт для відстеження збоїв Downdetector.com показав понад 100 000 інцидентів у США, 24 000 у Канаді та понад 56 000 у Великій Британії. Понад 180 000 користувачів повідомили про проблеми з доступом до Instagram на піку збою. Instagram не працював для деяких користувачів 21 травня приблизно з 17:45 за східним часом (21:45 за Гринвічем). Станом на 20:30 (за східним часом), кількість повідомлень про перебої в роботі зменшилася до трохи більше ніж 7 000. «Раніше сьогодні через технічну проблему деякі люди мали проблеми з доступом до Instagram. Ми розв'язали проблему якнайшвидше для всіх, хто постраждав», — заявив представник Meta Platforms в інтерв'ю агентству Reuters. У абонентів з України вночі 21 травня 2023 року також спостерігались проблеми із соцмережею, зокрема в Instagram не оновлювалась стрічка, став неможливим перегляд сторіс та профілю будь-кого з користувачів, не працювала й ПК версія програми.

### 2024
5 березня в роботі Facebook, Instagram, Messenger та частково YouTube стався масовий збій. На роботу платформ та програм, а також відсутність доступу до облікових записів почали масово скаржитися користувачі по всьому світу, в тому числі і в Україні.
31 липня стався технічний збій, у деяких користувачів назавжди зникли дані архівів. Компанія Meta Platforms повідомила, що вони знайшли та виправили помилку, яка призвела до видалення основних моментів і архівів історій деяких людей, однак відновити ці історії вони не в змозі.
14 жовтня мережі Instagram, а також Facebook та Threads, зазнали масштабних збоїв. За даними служби агрегації збоїв Downdetector, скарги на збої в Instagram та Facebook почали надходити незабаром після 20:00 вечора. Для деяких користувачів сервіси завантажувалися набагато повільніше, ніж зазвичай, а інші — зовсім не були в змозі отримати доступ до будь-якого з сервісів платформи Meta.
11 грудня користувачі застосунків, соцмереж і месенджерів компанії Meta Platforms, зокрема Instagram, спостерігали збій у їхній роботі. Проблеми спостерігалися у роботі як вебсайтів соцмереж, так і застосунків.

## Нагороди
- У січні 2011 року Instagram посів друге місце в номінації «Найкращий мобільний застосунок» у конкурсі 2010 року TechCrunch Crunchies[63].
- У травні 2011 року журнал Fast Company поставив генерального директора Кевіна Сістрома на 66-е місце в списку «100 найкреативніших людей у бізнесі в 2011 році»[64].
- У червні 2011 року журнал Inc включив співзасновників Сістрома і Крігера в список «30 тих, кому немає 30»[65].
- У вересні 2011 року Instagram виграв у номінації «Найкращий місцевий застосунок» у конкурсі SF тижні Web Awards[66].
- У 2011 році Систром і Крігер з'явилися на обкладинці вересневого випуску журналу 7x7[67].
- У грудні 2011 року Apple вибрала Instagram «застосунком року для iPhone»[68].

## Судові процеси
Згідно повідомлення агентства Reuters від 24 жовтня 2023 року, десятки штатів США судяться з компанією Meta Platforms та її підрозділом Instagram. Вони звинувачують їх у розпалюванні кризи психічного здоров'я молоді через те, що їхні соціальні медіа-платформи викликають залежність. У скарзі, поданій до федерального суду Окленда (штат Каліфорнія), 33 штати, включаючи Каліфорнію і Нью-Йорк, заявили, що Meta Platforms неодноразово вводила громадськість в оману щодо небезпеки своїх платформ та свідомо спонукала маленьких дітей, а також підлітків до звикання і нав'язливого користування соціальними мережами.

## Цікаві факти
- Найпопулярнішим дописом за всю історію платформи є допис про просте куряче яйце, який викладено користувачем @world_record_egg — 53,965 млн (станом на 5 грудня 2019 року)[значущість факту?][71]. Попередній рекордний допис встановлений Кайлі Дженнер, в якому вона оголосила ім'я доньки Стормі Вебстер — 18,659 млн (станом на 5 грудня 2019 року)[72].
- Найбільше підписників в акаунту самого Instagram — 544 млн стежичів.
- Папа Римський Франциск отримав 1 млн підписників лише за 12 годин після реєстрації в Instagram, що стало своєрідним світовим рекордом.
- Facebook придбав Instagram за 1 млрд доларів, на той момент в компанії було 13 співробітників.
- Спочатку Instagram називався на честь алкогольного напою бурбон — «Burbn»[73].
- В липні 2023 року, глава Instagram Адам Моссері заявив, що «Android зараз кращий, ніж iOS». Хоча ця заява може здаватися не шкідливою, однак вона викликала бурхливу реакцію коментаторів в світі, адже порівняння Android і iOS вже давно є спірною темою[значущість факту?][74].
- Найвідоміша людина у Instagram по підписникам португальський футболіст Кріштіану Роналду[75].